# Messier 66
Messier 66 (auch als NGC 3627 bezeichnet) ist eine 8,9 mag helle Spiralgalaxie vom Hubble-Typ Sb im Sternbild Löwe. Sie ist schon im Feldstecher sichtbar, ihr Durchmesser beträgt etwa 100 000 Lichtjahre.

## Beschreibung
Zusammen mit Messier 65 und NGC 3628 bildet diese Galaxie das Leo-Triplett, den Kern der M66-Galaxiengruppe, welche sich in etwa 30 Millionen Lichtjahren (10 Mpc) Entfernung befindet. Halton Arp gliederte seinen Katalog ungewöhnlicher Galaxien nach rein morphologischen Kriterien in Gruppen. Dieses Galaxientriplett gehört zu der Klasse Gruppen von Galaxien. Außerdem gehört die Galaxie im Arp-Katalog zu der Klasse Spiralgalaxien mit abgetrennten Abschnitten.
In M66 wurden die Supernova SN 1989B (Typ Ia) und die mögliche Supernova SN 1997bs beobachtet, wobei es sich dabei auch um einen LBV-Ausbruch gehandelt haben könnte.
Die Galaxie ist bereits in einem lichtstarken Feldstecher zu erkennen. Sie wurde am 1. März 1780 von dem französischen Astronomen Charles Messier entdeckt. Wissenschaftlich ist sie auch mit Weltraumteleskopen untersucht worden. Eine Studie mit dem Hubble-Weltraumteleskop zeigt aktive Bereiche in der H-alpha-Spektrallinie. Eine Überlagerung des visuellen Spektrums mit einer Infrarotaufnahme des Spitzer-Weltraumteleskops und einer Aufnahme der Gammastrahlung durch das Chandra-Weltraumteleskop lässt die Verteilung schwarzer Löcher hervortreten, während Aufnahmen der Millimeterwellenstrahlung mithilfe des Atacama Large Millimeter/submillimeter Array Wolken aus kaltem, molekularen Gas zeigen.

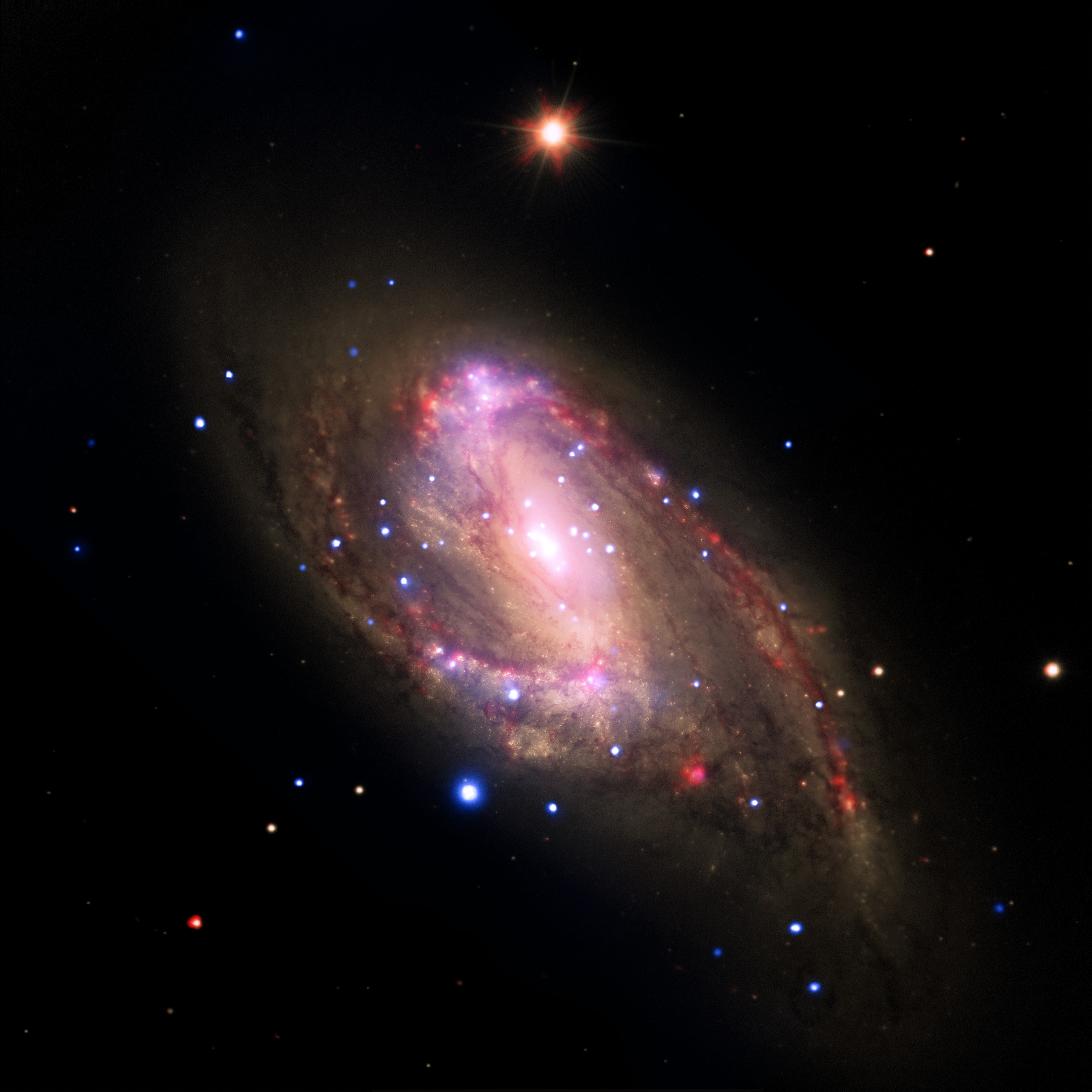
Multispektrale Aufnahme. Blau: Gammastrahlung; gelb: Sichtbares Licht; rot: Infrarot
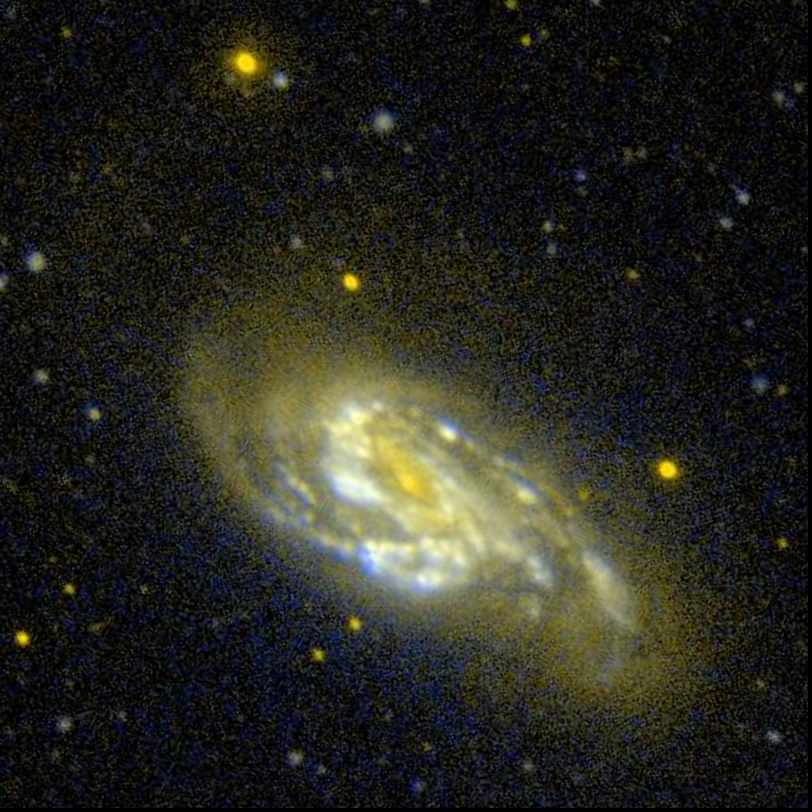
Aufnahme der Ultraviolettstrahlung mittels GALEX
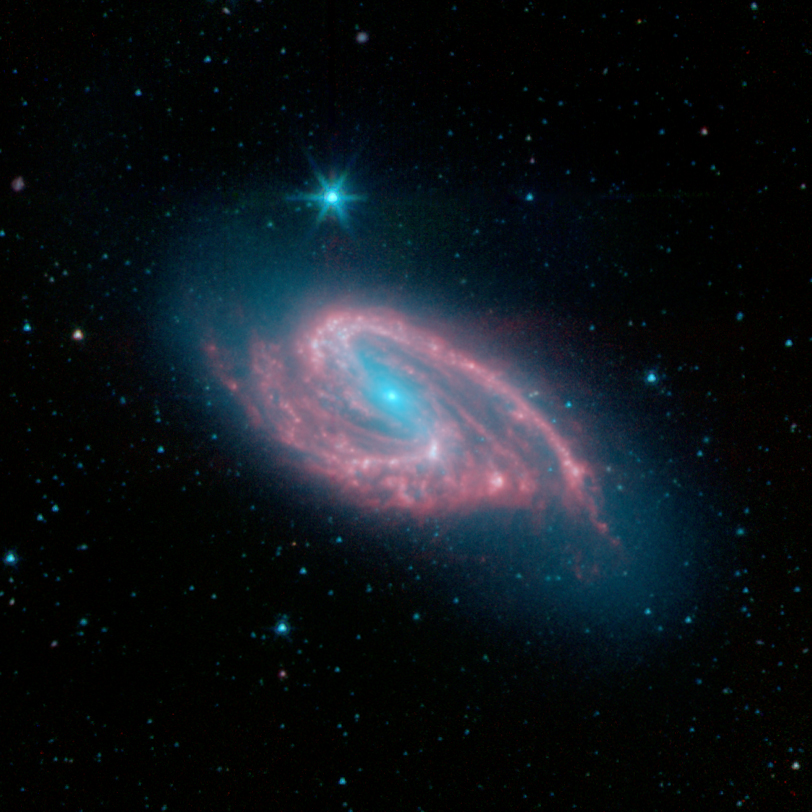
Infrarotaufnahme des Spitzer-Weltraumteleskops
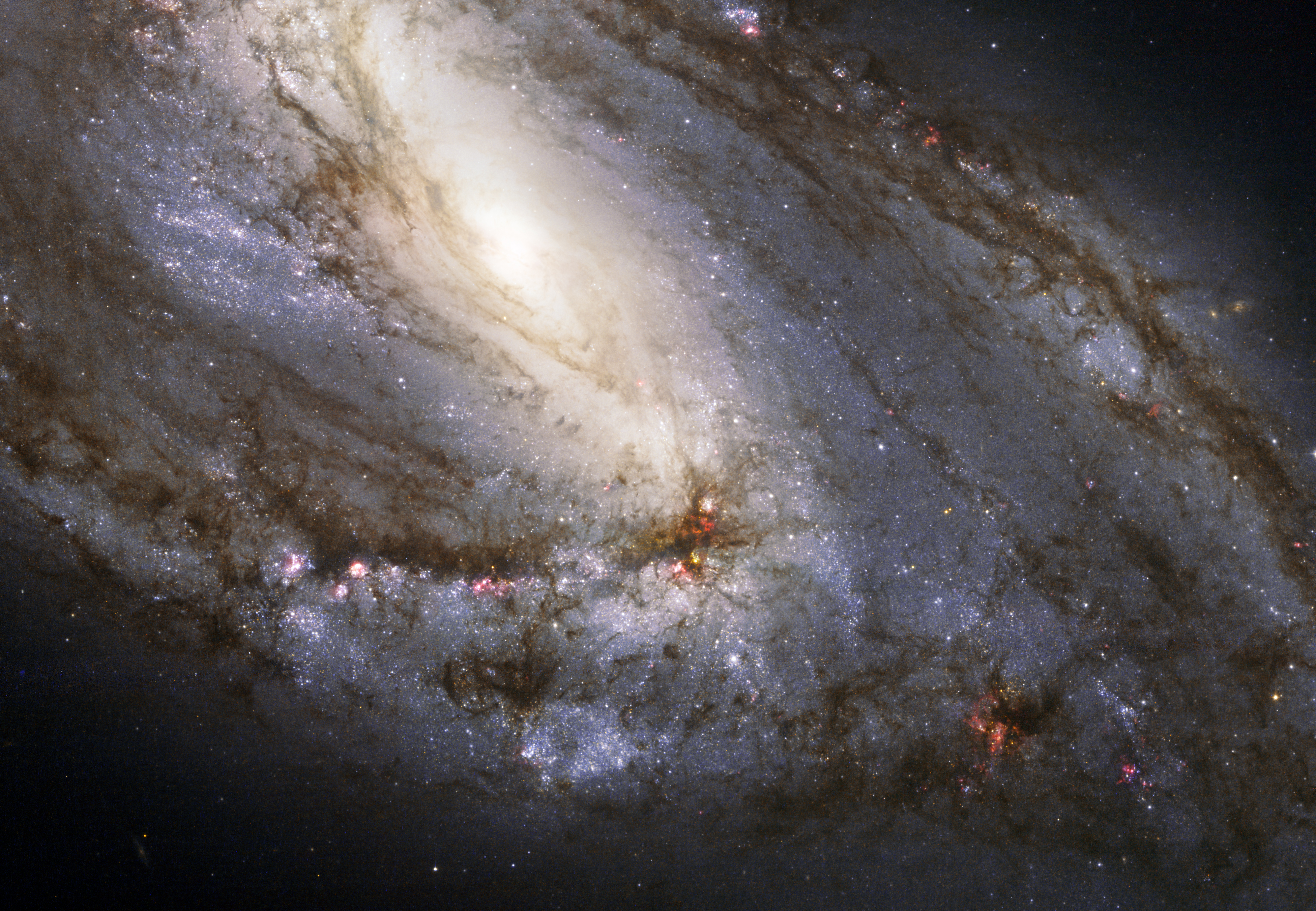
Eine Detailaufnahme des Hubble-Weltraumteleskops
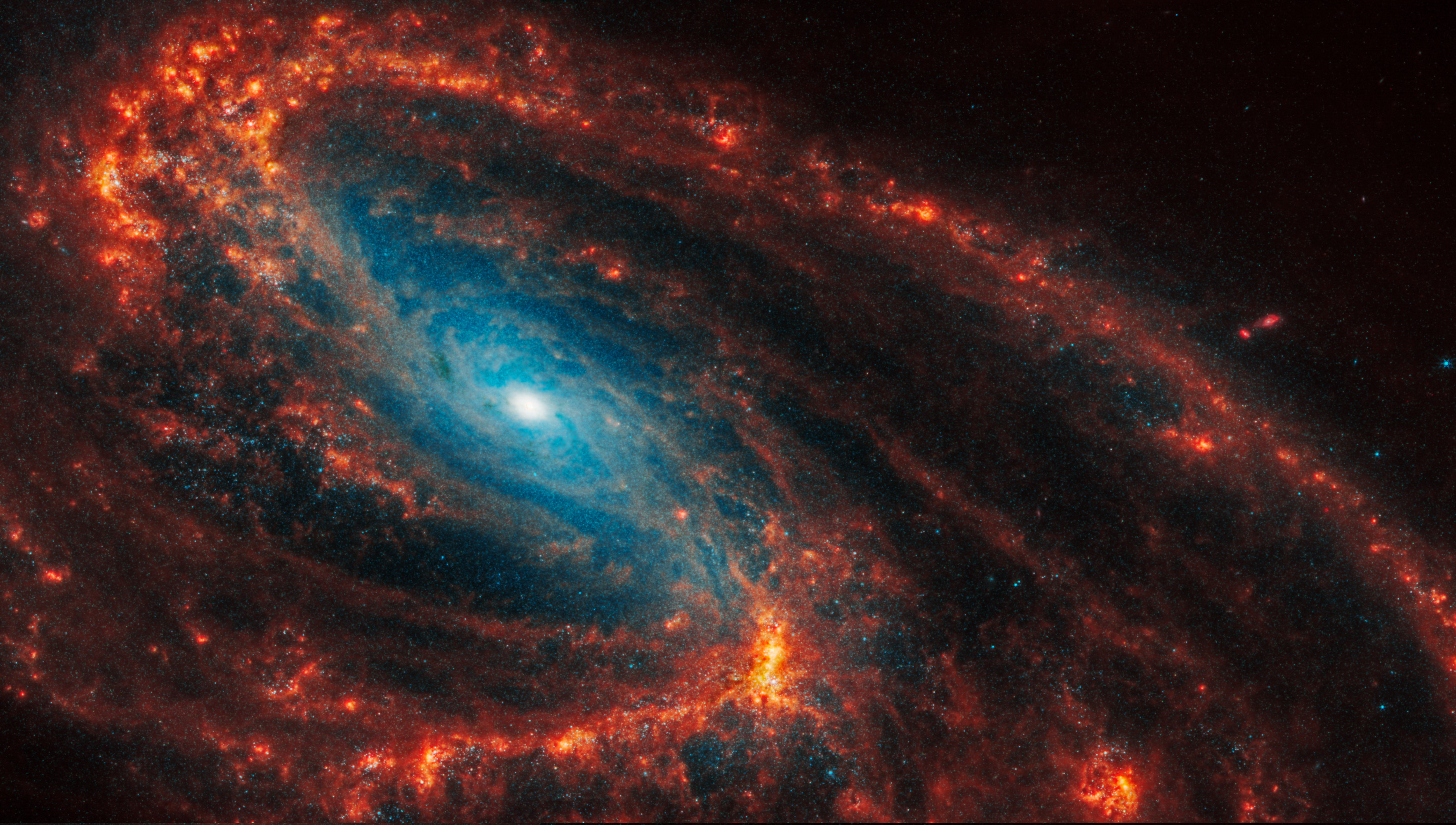
Detaillierte Infrarotaufnahmen mithilfe des James-Webb-Weltraumteleskops
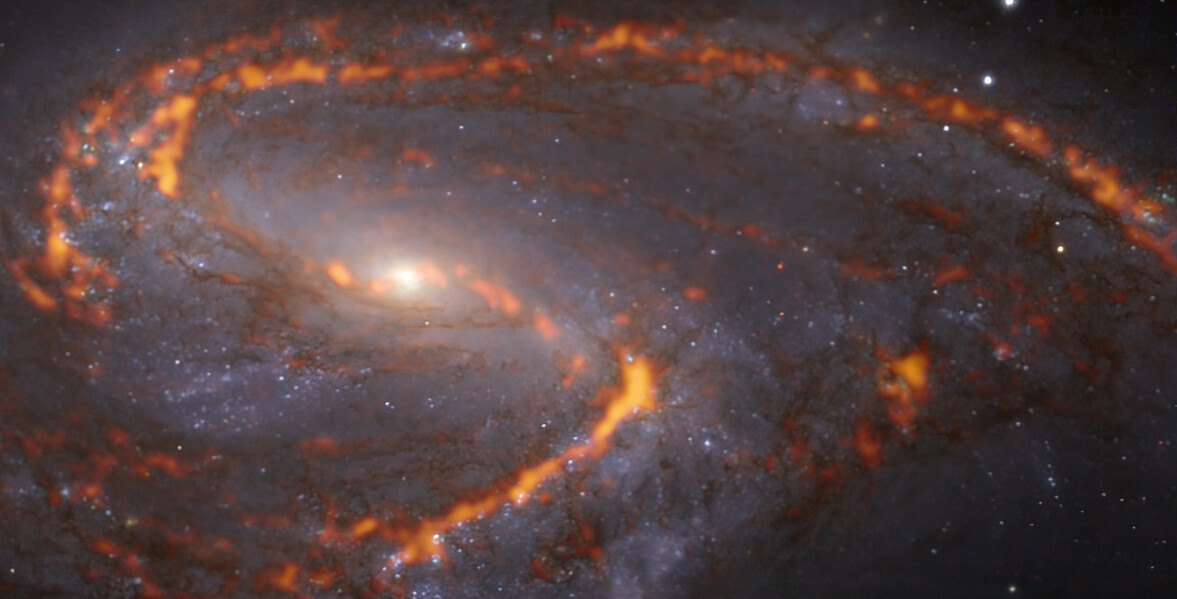
Aufnahme der Millimeterwellenstrahlung (orange) mithilfe des Atacama Large Millimeter/submillimeter Array

## M66-Gruppe (LGG 231)
| Galaxie        | Alternativname | Entfernung / Mio. Lj |
| -------------- | -------------- | -------------------- |
| NGC 3593       | PGC 34257      | 24                   |
| NGC 3627 (M66) | PGC 34695      | 29                   |
| NGC 3623 (M65) | PGC 34612      | 32                   |
| NGC 3628       | PGC 34697      | 34                   |